# Hololive 5th Generation Live “Twinkle 4 You”
「hololive 5th Generation Live “Twinkle 4 You”」（ホロライブ フィフス ジェネレーション ライブ トゥウィンクル フォー ユー）は、2023年7月7日の19時から日本・TOKYO DOME CITY HALLにて開催された、女性バーチャルYouTuberグループ・ホロライブの内部グループ「ホロライブ5期生」（ねぽらぼ）の1回目の単独ライブ。2023年3月18日に行われた、ホロライブのライブ「hololive 4th fes. Our Bright Parade Supported By Bushiroad」の公演の一つ「hololive stage DAY1」にて、ホロライブのプロジェクト「ホロライブシティ」の始動とともに開催が発表され、同プロジェクトの一環として開催された。公式ハッシュタグは、「#ねぽらぼT4U」である。

## 主催・制作協力・協賛
- 主催 - カバー株式会社、hololive production、hololive、読売新聞社、株式会社レッグス[1]
- 制作協力 - Activ8株式会社、株式会社inLYNK、株式会社クリエイティブマンプロダクション[1]
- 協賛 - 株式会社ブシロード、みるハコbyJOYSOUND[3]

## 出演者
主演はホロライブ5期生のメンバー・雪花ラミィ、桃鈴ねね、獅白ぼたん、尾丸ポルカの4名で、1曲目の歌唱時から16曲目の歌唱時までは、アイドル衣装（ブライト衣装）、17曲目の歌唱時から20曲目の歌唱時までは、本公演にて初めて披露された新衣装の浴衣（ホロライブの企画「ホロライブ・サマー」に登場する浴衣「スマイリーハーモニー」とは別物である）、アンコールの1曲目および2曲目の歌唱時は、Tシャツを着て出演した。また、本公演の公式ウェブサイトの出演者の一覧に記載されていないシークレットゲストとして、ホロライブ5期生のメンバーが歌唱を担当する楽曲「BLUE CLAPPER」「Twinkle 4 You」などを手がけたPandaBoYも出演した。

## セットリスト
セットリストの出典：
括弧内は、その括弧が併記されている楽曲の歌唱者で、括弧が併記されていない楽曲の歌唱者は、ホロライブ5期生のメンバー全員（雪花ラミィ、桃鈴ねね、獅白ぼたん、尾丸ポルカ）である。MCもホロライブ5期生のメンバー全員で行われた。また、12曲目の「Hyper Jumpin'」は、本公演にて初めて披露された新曲である。
1. 「キラメキライダー☆」
2. 「Cosmic Wonderful Tour!」
  - MC1.
3. 「劣等上等」（桃鈴ねね、尾丸ポルカ）[注釈 1]
4. 「Bad Apple!! feat. nomico」（雪花ラミィ、獅白ぼたん）[注釈 2]
5. 「Lunch with me」
6. 「群青」（雪花ラミィ、尾丸ポルカ）[注釈 3]
7. 「Habit」（桃鈴ねね、獅白ぼたん）[注釈 4]
8. 「ペルソナ」
9. 「BLUE CLAPPER」
10. 「I I I Love You」
11. 「Candy-Go-Round」
12. 「Hyper Jumpin'」
  - MC2.
13. 「Fleur」（雪花ラミィ）
14. 「Ring-A-Linger」（桃鈴ねね）
15. 「エヴァーブルー」（尾丸ポルカ）
16. 「Lioness' Pride」（獅白ぼたん）
17. 「明日への境界線」
  - MC3
18. 「百花繚乱花吹雪」
19. 「至上主義アドトラック」
20. 「Twinkle 4 You」
  - EN1.「あすいろClearSky」
  - MC4.
  - EN2.「Sparklers」

## 本公演のために制作された楽曲

### 楽曲「Twinkle 4 You」
「Twinkle 4 You」（トゥウィンクル フォー ユー）は、2023年6月17日にcover corp.から音楽配信が行われた、hololive 5th Generation（ホロライブ5期生）の楽曲。作詞・作曲・編曲はPandaBoYが手がけた。音楽チャート・Billboard JAPANによる2023年06月28日公開のBillboard Japan Download Songsにて29位を記録した。
| 全作詞・作曲・編曲: PandaBoY。 |                                 |          |            |      |
| #                              | タイトル                        | 作詞     | 作曲・編曲 | 時間 |
| 1.                             | 「Twinkle 4 You」               | PandaBoY | PandaBoY   | 4:05 |
| 2.                             | 「Twinkle 4 You」(Instrumental) | PandaBoY | PandaBoY   | 4:05 |
| 合計時間:                      | 合計時間:                       | 8:10     |            |      |

### 楽曲「Cosmic Wonderful Tour!」
「Cosmic Wonderful Tour!」（コズミック ワンダフル ツアー）は、2023年6月29日にcover corp.から音楽配信が行われた、hololive 5th Generationの楽曲。作詞は真崎エリカ、作曲・編曲は酒井拓也が手がけた。Billboard JAPANによる2023年07月05日公開のBillboard Japan Download Songsにて69位を記録した。
| 全作詞: 真崎エリカ、全作曲・編曲: 酒井拓也。 |                                          |            |            |      |
| #                                            | タイトル                                 | 作詞       | 作曲・編曲 | 時間 |
| 1.                                           | 「Cosmic Wonderful Tour!」               | 真崎エリカ | 酒井拓也   | 3:25 |
| 2.                                           | 「Cosmic Wonderful Tour!」(Instrumental) | 真崎エリカ | 酒井拓也   | 3:25 |
| 合計時間:                                    | 合計時間:                                | 6:50       |            |      |

### 楽曲「Hyper Jumpin'」
「Hyper Jumpin'」（ハイパー ジャンピン）は、2023年7月8日にcover corp.から音楽配信が行われた、hololive 5th Generationの楽曲。作詞・作曲・編曲はPandaBoYが手がけた。Billboard JAPANによる2023年07月19日公開のBillboard Japan Download Songsにて33位を記録した。
| 全作詞・作曲・編曲: PandaBoY。 |                                 |          |            |      |
| #                              | タイトル                        | 作詞     | 作曲・編曲 | 時間 |
| 1.                             | 「Hyper Jumpin'」               | PandaBoY | PandaBoY   | 3:43 |
| 2.                             | 「Hyper Jumpin'」(Instrumental) | PandaBoY | PandaBoY   | 3:43 |
| 合計時間:                      | 合計時間:                       | 7:26     |            |      |

## Blu-ray Disc
『hololive 5th Generation Live “Twinkle 4 You”』（ホロライブ フィフス ジェネレーション ライブ トゥウィンクル フォー ユー）は、2024年2月21日に株式会社ブシロードミュージックから発売された、本公演の模様を収録したBlu-ray Disc。初週3,714枚として、音楽チャート・オリコンチャートによる2024年03月04日付の週間 Blu-rayランキングにて8位、週間 ミュージックBlu-rayランキングおよび、週間 ミュージックDVD・Blu-rayランキングにて3位を記録した。